# Pterocheilus seneconis
Pterocheilus seneconis är en stekelart som beskrevs av Sievert Allen Rohwer 1911. Pterocheilus seneconis ingår i släktet palpgetingar, och familjen Eumenidae. Inga underarter finns listade i Catalogue of Life.